# مينغ فاي
مينغ فاي هو فنان صيني، ولد في 1943 في شانغهاي في الصين.